# Markuskirche (Freiburg im Breisgau)

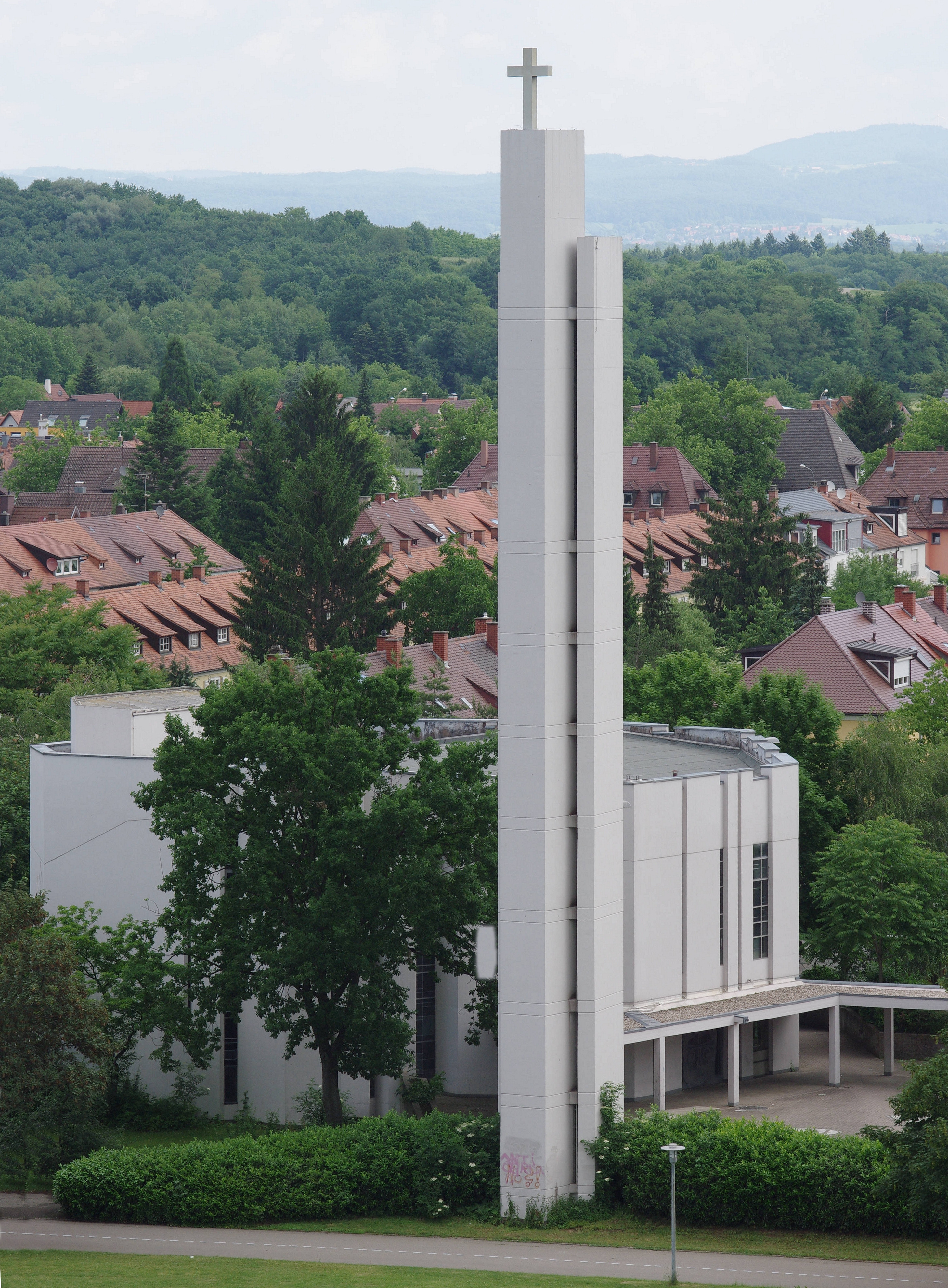
Markuskirche in Freiburg

Die evangelische Markuskirche in Freiburg im Breisgau ist eine moderne, oktogonale Saalkirche aus Beton mit frei stehendem 35 Meter hohem  Kirchturm im Stadtteil Mooswald am Rande des Seeparks. Sie dient der evangelischen Pfarrgemeinde Freiburg-West, die Mitglied der Evangelischen Landeskirche in Baden ist.

## Geschichte
Auf Anregung des ab 1962 tätigen Gemeindepfarrers Gerhard Hopfer beschloss der Kirchgemeinderat den Bau einer Kirche mit rund 450 Sitzplätzen für die seinerzeit aus 4000 Gemeindegliedern bestehende Gemeinde. Architekt des Betonbaus war Gottfried Einwächter, ein Schüler Egon Eiermanns, der den damaligen Neubau bei der Kaiser-Wilhelm-Gedächtnis-Kirche in Berlin entworfen hatte. Die Bauarbeiten begannen 1967.
Pfarrer Hopfer hatte auch die entscheidenden Impulse zum Innenausbau der Kirche gegeben und arbeitete auf privatem Weg eng mit dem Künstler Christof Grüger aus Schönebeck (Elbe) (damals DDR) zusammen. Als die Kirche eröffnet wurde, war Grügers Kunstwerk aus Glasbausteinen, die „Berufungsvision des Jesaja“, zwar in den Beton des Chorraums eingebaut, doch dieser hatte sein Werk selbst nicht sehen können.
Die Kirche wurde am 1. Advent 1968 ihrer Bestimmung übergeben. 
Als die Universität Anfang der 1970er die Raumgenehmigung für das so genannte Russell-Tribunal zu Kriegsverbrechen im Vietnamkrieg zurückzog, sprang kurzfristig die Markusgemeinde ein.
Bekannt wurde die Markuskirche über die Grenzen Freiburgs hinaus bei der Landesgartenschau 1986. Der Kirchplatz war zur Hälfte in das Gartenschaugelände integriert, die Kirche diente als Raum der Stille.
Am 1. Dezember 2018 feierte die Gemeinde mit Landesbischof Jochen Cornelius-Bundschuh das 50. Jubiläum  des Kirchenbaus.
Im Jahr 2000 mussten umfangreiche Betonsanierungsarbeiten durchgeführt werden. Seit 2002 ist Ulrich Bayer Pfarrer der Markusgemeinde.

## Kirchenmusik

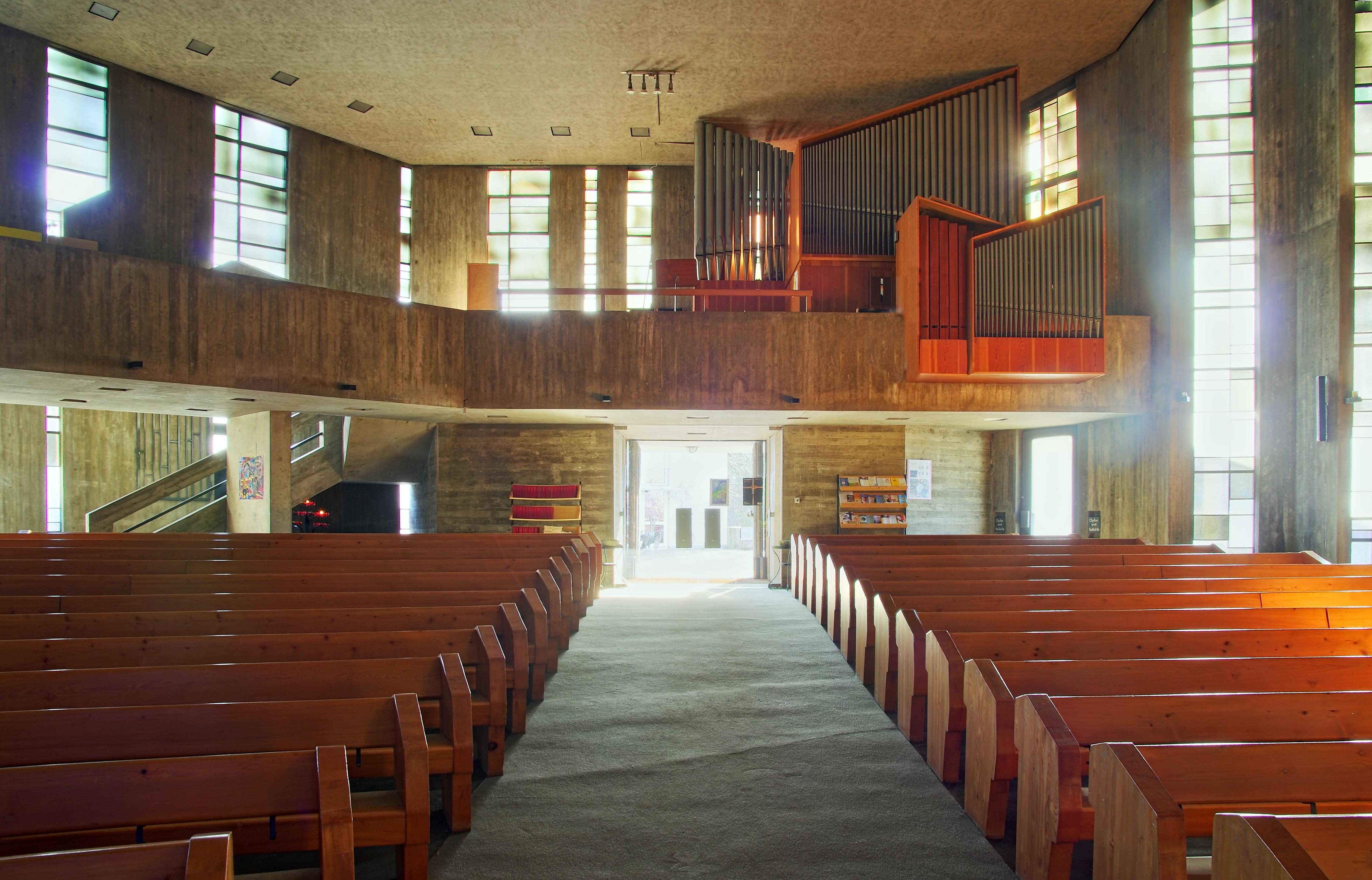
Innenansicht Richtung Orgel

1970 erhielt sie eine Orgel aus der Werkstatt der Gebrüder Mann (Marktbreit). Das Instrument verfügt über 25 Register auf zwei Manualen und Pedal.
Die Einweihung der drei Glocken erfolgte 1988. Der Bürgerverein Mooswald hatte eine davon – die Bürgerglocke – komplett finanziert. In den 1990er Jahren fanden u. a. Konzerte statt. 